# وزش طلایی
وزش طلایی (به انگلیسی: Golden Wind) ⁪ (ژاپنی: 黄金の風 هپبورن: Ōgon no Kaze) پنجمین قوس داستانی از مجموعه مانگای ژاپنی ماجراجویی عجیب و غریب جوجو است که توسط هیروهیکو آراکی نوشته و تصویرگری شده‌است که در هفته‌نامه شونن جامپ برای کمی کمتر از ۴ سال، از ۱۱ دسامبر ۱۹۹۵ تا ۵ آوریل ۱۹۹۹ منتشر شد.
داستان که در سال ۲۰۰۱ در ناپل، ایتالیا اتفاق می‌افتد، جورنو جیووانا، پسر نامشروع دیو براندو متوفی را دنبال می‌کند که به امید سود بردن به زادگاهش آرزو دارد تا به رئیس مافیا تبدیل شود در حالی که با دیگر کاربران استند مبارزه می‌کند.
مجموعه تلویزیونی انیمه اقتباس شده از این اثر ساخته استودیو دیوید پروداکشن تحت عنوان ماجراجویی عجیب و غریب جوجو: وزش طلایی، از اکتبر ۲۰۱۸ تا ژوئیه ۲۰۱۹ پخش شد.